# Болл, Карстен
Карстен Томас Болл (англ. Carsten Thomas Ball; родился 20 июня 1987 года в Ньюпорт-Бич, США) — потомственный австралийский теннисист; победитель одного турнира ATP в парном разряде; финалист одного юниорского турнира Большого шлема в парном разряде (US Open-2005); бывшая девятая ракетка мира в юниорском рейтинге.

## Общая информация
Карстен — один из трёх сыновей Сиднея и Дебры Боллов; его братьев зовут Кэмерон и Кристиан. Отец семейства в 1970-е годы входил в группу сильнейших теннисистов Австралии в парном разряде, а после завершения карьеры обосновался в США, где женился и стал отцом; из-за этого его дети имеют двойное — австрало-американское — гражданство.
Болл-младший в теннисе с четырёх лет. Любимое покрытие — хард.

## Спортивная карьера
Профессиональную карьеру начал в 2005 году. В 2007 году выигрывает два турнира из серии ITF Futures. В 2008 выигрывает ещё один турнир данной серии, а в августе получает специальное приглашение от организаторов Открытого чемпионата США принять участие в турнире. Для Карстена это стал как первый Турнир Большого шлема, так и в целом ATP в котором турнира его соперником сталон принял участие в основной сетке. Его выступление в США закончилось уже в первом раунде, где он проиграл сербу Виктору Троицки. В начале 2009 года дебютирует на Открытом чемпионате Австралии. В марте и июне ему удается выиграть ещё два турнира серии ITF Futures. В июле 2009 года, пройдя через квалификационный отбор, Карстен Болл принял участие в турнире в Лос-Анджелесе. В первом раунде он одержал первую победу в основной сетке на турнирах такого уровня. Его соперником был француз Марк Жикель, которого он обыграл со счетом 6-2, 7-6(6). Во втором раунде он встретился с 29-м теннисистом в мире на тот момент Дмитрием Турсуновым, которого сумел выиграть благодаря отказу Дмитрия от продолжения участия в матче при счете 6-4, 0-1 в пользу Карстена. Таким образом Карстен оказался в четвертьфинале турнира, где его соперником стал американец Джон Изнер, которого он в итоге победил 6-4, 6-4 и оформил выход в полуфинал турнира. На этой стадии турнира его соперником стал Леонардо Майер. Выиграв у него со счетом 7-5, 7-6(3), Карстен Болл неожиданно для многих специалистов вышел в финал турнира ATP, находясь на тот момент на 205-м месте в рейтинге теннисистов. В решающем матче он уступает победителю соревнований Сэму Куэрри 4-6, 6-3, 1-6. В августе 2009 года в соревнованиях мужских пар Открытого чемпионата США вместе с Крисом Гуччоне сумел дойти до четвертьфинала турнира.
В июле 2010 года выигрывает первый для себя турнир из ATP Challenger Series в Лексингтоне. В этом же месяце вместе со своим соотечественником Крисом Гуччоне выигрывает первый парный титул на турнире ATP в Ньюпорте.

## Рейтинг на конец года
| Год  | Одиночный рейтинг | Парный рейтинг |
| 2016 | 0                 | 951T           |
| 2015 | 1341T             | 135            |
| 2014 | 0                 | 585            |
| 2013 | 916               | 224            |
| 2012 | 485               | 175            |
| 2011 | 365               | 80             |
| 2010 | 153               | 105            |
| 2009 | 134               | 61             |
| 2008 | 202               | 108            |
| 2007 | 381               | 202            |
| 2006 | 980               | 223            |
| 2005 | 1 231             | 556            |

По данным официального сайта ATP на последнюю неделю года.

## Выступления на турнирах

### Финалы турниров ATP в одиночном разряде (1)

#### Поражения (1)
| Легенда                      |
| ---------------------------- |
| Турниры Большого шлема (0+1) |
| Финал АТР-тура (0)           |
| ATP Мастерс 1000 (0)         |
| АТР 500 (0)                  |
| АТР 250 (0+1)                |

| Титулы по покрытиям | Титулы по месту проведения матчей турнира |
| ------------------- | ----------------------------------------- |
| Хард (0+1)          | Зал (0)                                   |
| Грунт (0)           | Зал (0)                                   |
| Трава (0)           | Открытый воздух (0+1)                     |
| Ковёр (0)           | Открытый воздух (0+1)                     |

| №  | Дата           | Турнир            | Покрытие | Соперник в финале | Счёт        |
| 1. | 2 августа 2009 | Лос-Анджелес, США | Хард     | Сэм Куэрри        | 4-6 6-3 1-6 |

### Финалы турнировATPв парном разряде (1)

#### Победы (1)
| №  | Дата         | Турнир       | Покрытие | Партнёр      | Соперники в финале                   | Счёт    |
| 1. | 11 июля 2010 | Ньюпорт, США | Трава    | Крис Гуччоне | Сантьяго Гонсалес Трэвис Реттенмайер | 6-3 6-4 |